# محمدجواد جمالی نوبندگانی
محمدجواد جمالی نوبندگانی (زاده ۱۳۴۲ )فسا) سیاستمدار و پزشک ایرانی است، که به عنوان نمایندهٔ فسا از استان فارس در دورهٔ دهم مجلس شورای اسلامی حضور دارد. وی با کسب ۴۴٬۴۰۳ رای از مجموع ۱۰۵٬۳۲۹ رای معادل ۴۳٫۳۹٪ درصد آرا به مجلس راه پیدا کرد. وی هم‌اکنون عضو هیئت رئیسه کمیسیون امنیت ملی است.